# Elaphria andersoni
Elaphria andersoni là một loài bướm đêm trong họ Noctuidae.